# Bomberman Party Edition
 (mars 2020).
Si vous disposez d'ouvrages ou d'articles de référence ou si vous connaissez des sites web de qualité traitant du thème abordé ici, merci de compléter l'article en donnant les références utiles à sa vérifiabilité et en les liant à la section « Notes et références ».
Bomberman Party Edition est un jeu vidéo d'action développé par Hudson Soft et édité par Avalon Interactive. Il est sorti sur PlayStation en 1998 au Japon, en 1999 en Europe et en 2000 aux États-Unis. Il fait partie de la série des Bomberman.
Bomberman Party Edition est également disponible en téléchargement sur le PlayStation Network sur la PlayStation 3 depuis 2008 au Japon.

## Système de jeu
Le système de jeu est le même que les précédents Bomberman: Le joueur doit déposer des bombes sur une arène, et doit éliminer ses adversaires en les faisant exploser. Divers bonus sont éparpillés sur l'arène.